# Eugnophomyia glabripennis
Eugnophomyia glabripennis är en tvåvingeart som först beskrevs av Alexander 1948.  Eugnophomyia glabripennis ingår i släktet Eugnophomyia och familjen småharkrankar.
Artens utbredningsområde är Peru. Inga underarter finns listade i Catalogue of Life.